# Marie Epstein
Marie Epstein (nascuda Marie-Antonine Epstein; Varsòvia 14 d'agost de 1899 - París, 24 d'abril de 1995) va ser una actriu, guionista, directora de cinema, i conservacionista de pel·lícules. La seva trajectòria es distingeix per tres importants col·laboracions. Durant la dècada de 1920, va actuar i va escriure guions per a pel·lícules dirigides pel seu germà, Jean Epstein. Des de la dècada de 1920 fins a principis de la dècada de 1950, va col·laborar amb el director Jean Benoît-Lévy en setze pel·lícules, servint de diverses maneres com a escriptora, ajudant de direcció i codirectora. Des de principis de la dècada de 1950 fins a la seva jubilació el 1977, Epstein va exercir com a conservacionista de pel·lícules a la Cinémathèque Française.

## Carrera

### Col·laboració amb Jean Benoît-Lévy (1928-1940)
Epstein és més coneguda per les pel·lícules que va codirigir amb Jean Benoît-Lévy durant la dècada de 1930. Allunyant-se dels guions romàntics que va escriure per a Jean Epstein, les seves pel·lícules amb Benoît-Lévy utilitzaven moltes de les tècniques d'avantguarda desenvolupades al Impressionisme cinematogràfic francès dels anys vint per explorar els principals problemes socials als quals s'enfronta França a la dècada de 1920. la dècada de 1930, especialment la pobresa, la maternitat soltera, les lluites de les dones oprimides i la situació dels nens pobres i abandonats. Tal com assenyala l'historiador del cinema Alan Williams, les pel·lícules de Benoît-Lévy i Epstein "sempre presten molta atenció a les opcions morals requerides per condicions socials particulars".
Si bé les seves pel·lícules reflecteixen el realisme poètic destacat al cinema francès dels anys 30, el seu treball fa un ús més gran de tècniques d'edició experimental. Descrivint La Maternelle (1933), una pel·lícula sobre l'educació bressol dirigida per l'estat, Williams assenyala que la pel·lícula recorda "la tradició de l'impressionisme cinematogràfic" mitjançant l'ús d'"edició subjectiva" per transmetre "esdeveniments traumàtics en la vida d'una persona abandonada". nen dels barris marginals" i presentant "l'intent de suïcidi d'una dona en una ràpida seqüència d'imatges dispars" per comunicar la violència de l'episodi. L'estudiós de cinema Sandy Flitterman-Lewis també crida l'atenció sobre aquest episodi perquè la dona mira directament a la càmera (una raresa en les pel·lícules d'aquest període), "implicant directament l'espectador" en el suïcidi de la dona.
Les pel·lícules de Benoît-Lévy i Epstein també s'allunyen de les típiques pel·lícules del realisme poètic en el seu tractament dels problemes socials. Com diu l'estudiosa del cinema Ginette Vincendeau al seu obituari per a Epstein, La Maternelle ofereix un "correctiu útil" a Zero en conducta de Jean Vigo. mentre que la pel·lícula de Vigo retrata el sistema educatiu francès com a cruel i ineficaç, La Maternelle descriu "l'escola com un instrument d'alliberament social més que no pas de repressió." Vincendeau i Gwendolyn Audrey Foster també assenyalen que les pel·lícules de Benoît-Lévy i Epstein donen una importància especial als reptes als quals s'enfronten les dones i presenten una sèrie de personatges femenins forts, poc habituals a les pel·lícules franceses de l'època.

### Dècada de 1940
Com a jueva, Epstein va ser arrestada per la Gestapo el febrer de 1944, però va evitar la deportació i després va ser alliberada gràcies a l'esforç d'amics de la indústria cinematogràfica francesa i de la Creu Roja, per a la qual treballava. La carrera cinematogràfica d'Epstein es va aturar durant la dècada de 1940.

### Documentals tardans i treballs de conservació (1950-1977)
A principis de la dècada de 1950, Epstein va exercir d'ajudant de direcció de diversos curtmetratges documentals dirigits per Benoît-Lévy, i el 1953, va completar l'única pel·lícula de la qual se li atribueix com a directora única, La Grande espérance, un documental sobre l'energia atòmica.
A principis de la dècada de 1950, Epstein va treballar com a preservadora del cinema mut sota la direcció d'Henri Langlois a la Cinémathèque Française. Se sap que va restaurar Napoléon (1927) d'Abel Gance, així com pel·lícules del seu germà, Jean Epstein. Es va retirar de la Cinémathèque l'any 1977.

## Filmografia

### Directora
- La Grande espérance (1953)

### Co-directora amb Jean Benoît-Lévy
Atesa la relació de col·laboració entre Benoît-Lévy i Epstein, és difícil determinar la contribució exacta d'Epstein a aquestes pel·lícules. Epstein probablement va exercir d'escriptor i assistent d'algunes pel·lícules i de codirector d'altres.
- 1928 : Âmes d'enfants
- 1928 : Peau de pêche
- 1929 : Maternité
- 1931 : Le Cœur de Paris
- 1933 : La Maternelle
- 1934 : Itto
- 1936 : Hélène
- 1937 : La Mort du cygne
- 1938 : Altitude 3.200
- 1939 : Le Feu de paille (o L'Enfant prodige)

### Ajudant de direcció
Tret que s'indiqui el contrari, totes les pel·lícules estan dirigides per Jean Benoît-Lévy.
- Coeur fidèle (Jean Epstein, 1923)
- Agence matrimoniale (1952)
- Le congrès de la dance (1952)
- Deux maîtres pour un valet (1952)
- Le poignard (1952)
- Sous les ponts (1952)

### Guionista
- Coeur fidèle (Jean Epstein, 1923)
- L'Affiche (Jean Epstein, 1924)
- Le double amour (Jean Epstein, 1925)
- Six et demi onze (Jean Epstein, 1927)
- Vive la vie (Jean Epstein, 1937)
- La liberté surveillée (Henri Aisner i Vladimír Vlcek, 1958)

### Actor
- Coeur fidèle (Jean Epstein, 1923)

### Aparicions
- Citizen Langlois (Edgardo Cozarinsky, 1995)
- Le Fantôme d'Henri Langlois (Jacques Richard, 2004)